# .300 Savage
El .300 Savage el cartucho de rifle calibre.308 desarrollado en 1920 por Savage Arms. Diseñado para reemplazar al menos potente .303 Savage para su popular carabina palanquera, Savage Modelo 99.  El .300 Savage es capaz de disparar un proyectil de 150-granos (9.7 g) a más de 2,600 ft/s (790 m/s) con una distancia efectiva de más de 300 yardas (270 m).
El .300 Savage es el casquillo base del cual se desarrolló el .308 Winchester, y otros cartuchos de mecanismo corto. 

## Performance
Nivel de presión para el .300 Savage está puesto por SAAMI en 46,000 psi.